# Флаг Гвинеи
Государственный флаг Гвинейской Республики — принят 10 ноября 1958 года и представляет собой прямоугольное полотнище, состоящее из трёх вертикальных равновеликих полос: красной — у древкового края, жёлтой — в середине, и зелёной — у свободного края полотнища.
Отношение ширины флага к его длине — 2:3.
В основу флага, как и у флагов ряда других бывших владений Франции, была положена композиция трёх равновеликих вертикальных полос на флаге Франции, цвета которого были заменены на панафриканские цвета — красный, жёлтый и зелёный, как на флагах соседних Ганы, Мали и некоторых других африканских государств.
Красный цвет флага символизирует кровь, пролитую в борьбе за свободу, жёлтый — цвет гвинейского золота и солнца, зелёный — африканскую природу. Кроме того, каждый цвет соответствует трём словам девиза Гвинеи: красный — «Труд», жёлтый — «Справедливость», зелёный — «Солидарность».